# Цар Микита та сорок його дочок
«Цар Микита та сорок його дочок» — жартівлива (сороміцька) казка у віршах російського класика Олександра Пушкіна, написана 1822 року й тривалий час відома лише за рукописом. Повний автограф казки не зберігся, за винятком чернетки перших 26 віршів. Інші ж аркуші були із зошита вирвані. Повний текст твору був відновлений по пам'яті братом поета Левом Пушкіним.

## Сюжет
У царя Микити підростає сорок дочок, прижитих від різних матерів. Наділені чималими принадами, вони й не здогадуються, що позбавлені важливої частини тіла, яку оповідач прямо не називає. Під погрозою вирвати жінкам язика, а чоловікам дещо «аж насподі», цар забороняє підданним згадувати про ваду у присутності доньок. Але царівни підростають, і Микита склика раду, щоб знайти вихід зі становища. Один старий вельможа припоминає відьму, здатну лікувати різноманітні недуги. На пошуки чаклунки були скрізь послані гінці. Один із них забрідає в темний ліс й надибує рублену хату тої самої відьми і викладає їй цареву справу. Три доби стара викликала чорта з пекла, щоб той приніс необхідну скриньку, «повну грішних штук жіночих» всіх розмірів й кольорів. Чародійка відібрала сорок найкращих і віддала гінцеві у замкненому ларцеві. Та на привалі посильного огорнула цікавість зазирнути всередину:

Ледь дверцята він відкрив, 
Пташки — пурх і полетіли, 
На гіллі поблизу сіли
І хвостами завертіли.

Гінець марно силкувався поманити їх назад, однак заповітні предмети вертатись не хотіли. Посланець раптом завважив сновигаючу стару з ціпком і став просити настанови. Та й порадила звабити «пташок» у спосіб, прямо неназваний: 

Ти їм дещо покажи —
І спіймать не буде трудно.
«Ну, спасибі!» він сказав…
І як тільки показав —
Усі сорок, привереди,

Шась до нього, як до меду.
Заповітні «пташки» доставлені царівнам, а їхній батько на радощах влаштував бенкет, не забувши нагородити відьму й гінця:

Із кунсткамери опалок
(У спирту був акурат),
Та такий, який є мало,
Дві єхидни, два скелети
Звідти, з того ж кабінету...
Взяв належне і гонець.

Ось і казочці кінець. 
Пушкінській казці притаманна мішанина основних казкових жанрів в її сюжеті — казки чарівної й соціально-побутової. Всі складові чарівної казки — архетипна кількість царівен (число сорок часто-густо трапляється в письменстві багатьох народів: 40 візирів султана, 40 розбійників Алі-Баби, 40-денні бенкети тощо), кільцева композиція з подорожжю в ліс, відьма Яга, чаклунський спосіб — все це обрамлює жартівливий еротичний сюжет. Пушкін зробив героями традиційних дійових осіб чарівних казок — царя, царівен, хвацького молодця й чародійку, на відміну від більшості еротичних, «заповітних» казок, де дійовими особами найчастіш є побутові персонажі, як-от поміщики, прикажчики, попи, солдати й селяни. Автор посилює сатиричний аспект, додаючи характерні тогочасному читачеві деталі: дарований у нагороду експонат Кунсткамери, мрії гінця дістати графський титул, погроза заслання до Сибіру. Відмінність від знаних раніше соромітних, заповітних казок криється у відсутності порнографічних описів чи смакування фізіологічних подробиць, еротичні епізоди подані коротко, але зрозуміло, без символічних, зашифрованих описів.

## Історія створення
Казка була написана  Пушкіним у засланні в Бесарабії. За дослідженнями відомих пушкінознавців Томашевського і Цявловського, приблизно в 20-х числах березня 1822 року. Декілька років Пушкін зберігав чистовий варіант рукопису "Царя Микити...". У листі до Плетньова 15 березня 1825 року, обговорюючи свій збірник віршів, що готувався до друку, Пушкін писав: "60 п'єс, чи достатньо цього для 1 тома? Чи не надіслати вам для виконання і "Царя Микиту і сорок його доньок?" Можливо, що чотиривірш, яким закінчувалось багато рукописних варіантів казки, що ходила по руках, був дописаний у тому ж 1825 році.

Часто дуже мене лають
І тепер мабуть спитають:
Що за жарти я торочу?

Їм-то що? Бо так я хочу
Після 1825 року поет ніколи не згадував цю казку; тоді ж він відмовився й від авторства інших «сороміцьких» віршів, таких як «Гавриліада». Із рукопису, що зберігався в архіві Пушкіна, були вирвані аркуші із більшою частиною  казки, збереглися лише перші 26 віршів. Більшість більш пізніх відомих варіантів казки спираються на текст, відновлений братом поета Львом Пушкіним по пам'яті   .
Втім, остаточної впевненості щодо авторства повного тексту казки Олександра Пушкіна в пушкінознавців немає. Літератори, які готували перші публікації фрагментів казки, за словами Льва Пушкіна, зокрема - С. О. Соболевський, M. М. Лонгінов, В. Є. Якушкін, писали у примітках до тексту, що казка  так і не була завершена Олександром Пушкіним, залишаючись  аж до знищення лише чорновими і не зведеними до єдиного варіанту фрагментами. На сьогодні пушкінознавці схиляються до того, що (включаючи безумовно пушкінські перші 26 віршів з автографа, який зберігся) авторство 76 початкових віршів не підлягає сумніву і підтверджується різними прижиттєвими списками або усними свідченнями сучасників поета. М. О. Цявловський на полях женевського видання «Царя Микити ...» у 1896 записав після 76 рядка: «Досі Пушкін. З цього рядка запис зі слів брата поета Льва, який читав на пам'ять». Інший відомий пушкініст С. М. Бонді визнавав, що «решта» [яка не має автографа] збереглася «в не дуже надійних копіях». Але Б. В. Томашевський, який готував видання казки в 1918-1922 роках, вважав її пушкінською. Очевидно, що під час підготовки радянського повного академічного зібрання, Цявловський врешті прийшов до тієї ж думки: враховуючи сукупність усіх знайдених до 1930-х років списків поеми, справжній пушкінський текст казки може бути відновлений за ними з достатньою достовірністю   .

## Ймовірні джерела
На відміну більшості більш пізніх казок Пушкіна, сюжет «Царя Микити…» немає прямого джерела ні серед народних, ні серед літературних казок. Можливими джерелами окремих деталей та мотивів сюжету «Царя Микити…» пушкінознавці називали і літературні твори (французькі та російські),  і народні (обрядові пісні та слов'янські народні казки  ).
Як можливі паралелі окремих деталей сюжету казки літературознавці називають баладу Жуковського «Дванадцять  сплячих дів» (там головний герой під час розпусного життя нажив 12 доньок). На відміну від героя Жуковського, у царя Микити 40 доньок, кількість яких перегукується також із 40 синами біблійного судді Ізраїля Авдона, і з церковним святом 40 мучеників, що святкується у православ'ї 9 березня (пушкінознавці датують створення пушкінської казки 20-ми числами березня 1822 року)  .
Відомий пушкініст Томашевський вказував на казку абата Вуазенона, стилізовану під арабську, «Султан Мізапуф та принцеса Гриземіна». У ній у двох принцес зникли їхні «кільця». Султан у супроводі священика вирушив на їх пошуки. Шукачам зустрілася стара фея, яка провела мандрівників у «храм кілець», де  багато предметів, що розшукувались, були розвішані на стінах. Ентоні Кросс, професор Кембріджа, можливим джерела сюжету назвав роман К. Кребійона «Танзаї і Неадарне», в якому головні герої, напередодні першої шлюбної, ночі втрачають свої статеві органи. Батько принца Танзаї, подібно до царя Микити, збирає раду, а допомогу в пошуках герою надає стара жінка, що зустрілась у лісі. Ще одним з потенційно відомих Пушкіну джерел сюжетних ходів  є роман Дені Дідро «Нескромні скарби», в якому султан Мангогул, завдяки чарівному персню, отримує владу і здатність говорити з жіночими статевими органами. В одній із глав султан зустрічає дівчину, яка втратила свій «скарб». Серед російських творів Левінтон і Охотін називають вірші Державіна «Жартівливе бажання» і «Птахолов», у яких є  «пташки», що розсілися по гілках, та мотив їх приманювання  .
В архіві Пушкіна збереглося багато записів народних пісень. Серед них більшість належить до весільних. У різних варіантах весільної пісні «Чуманиха» наявний  сюжетний хід з виманюванням жіночого статевого органу, що сховався в дуплі дерева, схожий з мотивом упіймання «пташок» у пушкінській казці. У цілій низці слов'янських народних казок (українських, сербських, трансильванських циган) зустрічаються сюжетні мотиви з пошуками героєм жіночих статевих органів для семи своїх доньок. Орган втікає на гілку дерева із скриньки, в якій він був захований. Це поширений у казках мотив заборони  на прояв цікавості. 
Доказів, що Пушкін використав для «Царя Микити…» готовий казковий сюжет, немає. Але відомо, що у кишинівський період він активно цікавився південнослов'янськими фольклорними творами  .

## Перші видання
Вперше окремі строчки з казки були надруковані в Росії С. О. Соболевським в 1858, в журналі « Бібліографічні записки ». У тому ж 1858 році перші 69 строчок «Царя Микити…» було видано у Лейпцигу у збірнику «Зібрання віршів Пушкіна, Рилєєва, Лермонтова та інших найкращих авторів». Наближений до повного пушкінського оригіналу текст казки вийшов у 1861 році в Лондоні, у збірнику «Російська таємна література XIX століття» з передмовою Миколи Огарьова  .
Вперше вивірений і забезпечений науковим текстологічним коментарем текст казки  вийшов у 2-му томі Повного зібрання творів Пушкіна Академії наук СРСР у 1949  .
- Бессмертных Л. В. О некоторых изданиях эротических произведений А. С. Пушкина и М. Ю. Лермонтова // Новое литературное обозрение. — 1994. — № 6 (23 квітня). — С. 296—305. Архівовано з джерела 29 січня 2022. Процитовано 29 січня 2022.
- Домгерр Л. Л. Из истории советского академического издания полного собрания сочинений Пушкина 1937—1949 (материалы и комментарии) // Записки Русской Академической группы в США. — New York : Monastery Press, 1987. — Т. XX (23 квітня). — С. 304—305. Архівовано з джерела 31 березня 2022. Процитовано 29 січня 2022.
- Жаворонков А. З. Анекдотическая сказка А. С. Пушкина // Ученые записки Новгородского педагогического института. — Новгород, 1956. — Т. 1, № Выпуск 1 (23 квітня). — С. 101—118. Архівовано з джерела 27 березня 2022. Процитовано 29 січня 2022.
- Левинтон Г. А., Охотин Н. Г. «Что за дело им — хочу…»: О литературных и фольклорных источниках сказки А. С. Пушкина «Царь Никита и 40 его дочерей» // Литературное обозрение. — 1991. — № 11 (23 квітня). — С. 28–35.
- Никольский Е. В. Жанровое своеобразие и связь с народной прозой сказки А. С. Пушкина «Царь Никита и его сорок дочерей» // Studia Humanitatis. — 2019. — № 4 (23 квітня). — ISSN 2308-8079.
- Строганов М. В. Из комментария к сказке Пушкина «Царь Никита и 40 его дочерей» // III Славянские чтения. — Даугавпилс–Резекне : Даугавпилсский университет, 2003. — 23 квітня. — С. 12–22. Архівовано з джерела 29 січня 2022. Процитовано 29 січня 2022.

1. ↑  Никольский, 2019.
2. ↑  Жаворонков, 1956, с. 103.
3. 1 2 3  Домгер, 1987, с. 304—305.
4. ↑  Строганов, 2003, с. 19—20.
5. 1 2 3  Левинтон, Охотин, 1991.
6. ↑  Левинтон, Охотин, 1991, с. 28.
7. ↑  Бессмертных, 1994, с. 289—290.